# Еціо Аудіторе да Фіренце
Е́ціо Авдіто́ре да Фіре́нце (італ. Ezio Auditore da Firenze) — головний персонаж відеоігор «Assassin's Creed II», «Assassin's Creed: Brotherhood», «Assassin's Creed: Revelations» та «Assassins Creed: Rebellion». Пращур Дезмонда Майлза по лінії батька.

## Біографія
Еціо — асасин епохи Ренесансу, згодом — майстер-послідовник Братства в Італії. Народився 24 червня 1459, і був предком інших головних героїв серії: Дезмонда Майлса та Об'єкта 16 (Клея Качмарека). Еціо не підозрював про свою подальшу долю аж до досягнення сімнадцятирічного віку, але змова проти сім'ї Авдіторе і подальше покарання у вигляді страти його батька і двох братів зробили свою справу: протагоніст зміг дізнатися своє призначення, знайшовши початкове обмундирування в скрині батька дому Авдіторе, у потаємній кімнаті, і вийшовши на стежку довгої і кровопролитної помсти. Власне, із цього й починаються основні події гри «Assassin's Creed II» — попередні завдання ж можна вважати простою передмовою, важливою для розуміння сюжетної лінії.
Щоб уберегти свою сестру і матір, Еціо вирішив змінити місце проживання на більш спокійне і тихе, у кінцевому результаті, зупинившись на віллі Монтеріджоні у свого дядька Маріо Авдіторе. Це завдало позитивний ефект на підготовку головного героя: дядько зміг навчити його всього, що знав сам, ураховуючи атакові та оборонні прийоми.
За своє насичене життя Еціо вдалося розправитися з усіма людьми, хто брав участь у змові, разом із тим звільнивши великі території Італії та Риму, які були під владою тамплієрів. Йому також вдалося познайомитися з багатьма видатними людьми свого часу, включаючи Леонардо да Вінчі, Нікколо Мак'явеллі, Катеріну Сфорца, Сулеймана I Пишного, Селіма I Грозного та інших, не менш колоритних особистостей.
Останнім завданням головного героя було відкриття бібліотеки Альтаїра, дізнатися таємниці якої, можна було лише за допомогою спеціальних спогадів у вигляді дисків. У процесі їх знаходження протагоніст знайомиться зі своєю майбутньою дружиною, Софією Сартор, яка також надала велику допомогу в пошуках необхідних ключів. У результаті, Еціо таки вдалося отримати знання Асасинів, виявивши там скелет Альтаїра і «Яблуко Едему», яке вже зустрічав раніше.
Останні роки свого життя Еціо провів у тихій та мирній обстановці в оточенні своєї дружини, сина й дочки. Помер головний герой на площі Флоренції — місці, де розташований собор Санта-Марія-дель-Фйоре, недалеко від місця, де колись були повішені його брати і батько…

## Сім'я
- Джованні Авдіторе (1436—1476) — батько, банкір, асасин, страчений.
- Марія Авдіторе (1432—1504) — мати, письменниця.
- Федеріко Авдіторе (1456—1476) — старший брат, асасин, страчений.
- Клавдія Авдіторе (1461—1524) — сестра, стала асасином (ACB).
- Петруччо Авдіторе (1463—1476) — молодший брат, страчений.
- Маріо Авдіторе (1434—1500) — дядько, асасин, убитий Чезаре Борджіа.
- Софія Сартор — дружина, продавчиня книг.
- Флавія Авдіторе — дочка.
- Марчелло Авдіторе — син.

## Жертви
- Уберто Альберті
- В'єрі Пацці
- Франческо Пацці
- Антоніо Маффей
- Стефано да Баньйоне
- Франческо Сальв'яті
- Бернардо Бандіні ді Барончеллі
- Якопо Пацці
- Еміліо Барбаріго
- Карло Грімальді
- Марко Барбаріго
- Сільвіо Барбаріго іль Россо
- Данте Моро
- Людовіко Орсі
- Чекко Орсі
- Джіроламо Савонарола
- Хуан Борджіа
- Октав'єн де Валуа
- Чезаре Борджіа
- Леандрус
- Мануїл Палеолог
- Шах-Кулу
- Тарік Барлетті

## Характер
Мати Еціо, Марія Авдіторе, писала про власного п'ятнадцятирічного сина таке: «Упертий, крикливий, прагне бути першим у всьому — але такий милий, що на нього неможливо сердитися».

## Навички
Протягом гри «Assassin's Creed II» Еціо навчається навичок асасина: фехтування на мечах і метання ножів. Одна з головних навичок — акробатичне пересування по міських будівлях, що нагадує сучасний паркур.
Окрім пересування пішки, Еціо вміє плавати, їздити верхи й літати, використовуючи літальну машину Леонардо да Вінчі.
Крім того, в Еціо є особливість, властива лише деяким з асасинів — «Орлиний зір». У старечі роки головного героя вона вдосконалюється і найменується «Орлиним чуттям».

### Зброя
- Кулаки і ноги
- Два прихованих клинки — укріплені в спеціальному механізмі на зап'ястях і висуваються в разі необхідності вздовж долоні. На відміну від клинка Альтаїра, не вимагають видалення безіменного пальця (AC2, ACB, ACR).
- Пістолет — прихований пістолет (AC2, ACB, ACR)
- Отруйний клинок (AC2, ACB, ACR)
- Меч (AC2, ACB, ACR)
- Метальні ножі (AC2, ACB, ACR)
- Ніж (AC2, ACB, ACR)
- Димові шашки (AC2, ACB, ACR)
- Важка зброя — дворучні мечі, сокири, може їх кидати (AC2, ACB, ACR)
- Отруйні дротики — дротики, змащені отрутою (ACB, ACR)
- Яблуко Едему — може гіпнозувати сторожів і вбивати їх. (ACB, ACR)
- Арбалет (ACB, ACR)
- Бомби (ACR)
- Гак-клинок — з його допомогою можна ковзати по тросах, а також захоплювати й добивати противника. (ACR)
- Алебарда і спис — можна кидати або використовувати як «вертушку». (AC2, ACB, ACR)
- Гармата (ACB) — використовувалася під час захисту Монтеріджоні
- Вогнемет (ACR) — випускає грецький вогонь

## Транспорт
- Кінь (AC2, ACB)
- Віз (AC2, ACR)
- Літальна машина (AC2, ACB)
- Гондола (AC2, ACB, ACR)
- Дерев'яний танк (ACB)
- Кулемет (ACB)
- Корабельна гармата (ACB)
- Ліфт (ACB, ACR)
- Парашут — після знищення всіх машин Леонардо да Вінчі (ACB, ACR)
- Троси на дахах — за допомогою крюка на клинку може за ним їхати (ACR)

## Факти
- Еціо майже все життя ганявся за спадщиною Альтаїра: спочатку за сторінками щоденника, потім за ключами до бібліотеки.
- У грі «Принц Персії: Забуті піски» костюм Еціо є відкритим альтернативним костюмом для Принца.
- Еціо фігурує у файтингу «Soulcalibur V» як один із персонажів.

## Критика та відгуки
- У 2011 Еціо отримав 35 місце в списку п'ятдесяти найкращих персонажів комп'ютерних ігор за версією книги рекордів Гіннеса[1].